# Басмачество
Басма́чество (от узбекского «басма» — налёт + суффикс -чи) — термин советской историографии, используемый[кем?][где?] для описания различных военно-политических, национально-освободительных и религиозных движений в Средней Азии в первой половине XX века. В советской историографии басмачи — это антисоветское вооружённое контрреволюционное (буржуазно-)националистическое движение в Средней Азии в 1917—1926 годах.
По разным оценкам, басмачество возникло либо на завершающих стадиях Первой мировой войны, как реакция на принудительную мобилизацию тогда ещё мирно настроенных дехкан в имперские вооружённые силы и отправку на западные фронты, либо после революции 1917 года в России. Первые значительные очаги этого движения возникли после разгрома в 1918 году большевиками Кокандской автономии на территории Туркестана, а после проведения национального размежевания — на территориях современных Узбекистана, Казахстана, Таджикистана, Туркменистана и Кыргызстане, ставившее своей целью борьбу с советской властью и изгнание большевиков. Крупные организованные вооружённые отряды представителей этого движения именовались в советских средствах массовой информации как басмачи́. Сами себя участники этих вооружённых формирований называли моджахедами, то есть участниками джихада — священной войны мусульман против неверных. В советское время понятия басма́ч и басма́чество имело оттенок крайнего осуждения.
Борьба с басмачеством, как часть Среднеазиатского театра военных действий Гражданской войны в России, продолжалась до 1926 года. После подавления основного движения басмачей, 4 июня 1926 года Туркестанский фронт, последний «фронт» Красной армии во время Гражданской войны, был преобразован в Среднеазиатский военный округ. К осени 1926 года басмачество было в основном разбито по всей Средней Азии.
По советской официальной версии, басмачество, как организованная сила, было полностью ликвидировано по всей Средней Азии в 1931—1932 годах, хотя отдельные бои и столкновения продолжались вплоть до 1942 года. По данным Большой российской энциклопедии остатки последней крупной группировки басмачей уничтожили в мае 1933 года в Каракумах, а мелкие группы существовали до конца 1930-х годов.
В советской историографии установилась оценка басмачества как деструктивного движения выраженно клерикального антииндустриального луддитского характера, организованного и руководимого англо-американскими кураторами, ими же снабжавшегося и тесно взаимосвязанного с иностранными интервенционистскими кампаниями против советской власти в Средней Азии с целью уничтожения её социальной и промышленной базы в регионе, прежде всего — сырьедобывающей (угольной и нефтяной) и хлопковой промышленности. Борьба с басмачеством именовалась «борьбой народов Средней Азии за советскую власть, за свою свободу и независимость».
После распада СССР и рассекречивания архивов отношение к басмачам и басмачеству в республиках Средней Азии стало пересматриваться и происходить процессы реабилитации в рамках оценки советских репрессий. В Средней Азии басмачество оценивается ныне главным образом как национально-освободительное движение на религиозной почве, а басмачи как национальные герои, мученики за веру, кроме того, в регионе отказались от самого термина, как навязанного советской пропагандой уничижительного прозвища, а вместо этого используют такие термины как «движение сопротивления», «движение за независимость», в то время как некоторые историки разделяют точку зрения советского времени.
По мнению некоторых исследователей, басмачество сыграло ключевую роль в истории региона. Оно могло изменить планы большевиков и заставило их отказаться от планировавшегося ими похода в Индию. После двадцатилетней борьбы с басмачами, советские власти также временно отказались от экспорта своих идей дальше на Восток.

## Идеологическая основа

Флаг басмачей

Помимо идеи национальной независимости народов бывшей Российской империи, идеологической основой басмачества как политического течения являлся также панисламизм и пантюркизм. Поддержку басмаческому движению оказывали такие национальные организации как «Милли Иттихад» (национальное объединение) и «Милли-Истикляль» (Национальная независимость), а также исламские организации «Шура-и-Ислам» и «Шура-и-Улема». Целью движения было обретения независимости Туркестана от Советской России, позже — от СССР, сохранение независимости Хивы и Бухары. В свою очередь советская коммунистическая идеология объясняла идейные основы басмачества в рамках классовой борьбы, заявляя, что басмачи обслуживают интересы правящих (буржуазных) кругов.
Борьба с советской властью под лозунгами священной войны обеспечивала басмачам поддержку некоторой части верующих, исламских деятелей и лидеров, а также пантюркистских кругов Турции (в частности, в движении лично участвовал Энвер-паша).

## Общая характеристика
Отряды басмачей действовали особенно активно в Ферганской долине и прилегающей к ней высокогорных Алайской долине, в Сырдарьинской и Самаркандской областях, в Восточной Бухаре, Хорезме, Каракумах, Красноводском районе, Нарынской волости. Число участников этого движения иногда составляло до 150 000 по всему региону (1920 год).
Тактика борьбы басмачей состояла в том, чтобы, базируясь в труднодоступных горных и пустынных районах, совершать конные рейды в густонаселённые районы, убивать большевиков, комиссаров, советских работников и сторонников Советской власти. Повстанцы прибегали к партизанской тактике: избегая столкновений с крупными частями регулярных советских войск, предпочитали внезапно нападать на небольшие отряды, укрепления или занятые большевиками населённые пункты, а затем быстро отходить.
Басмачи нападали на объекты Средне-Азиатской железной дороги, разрушали железнодорожные пути, вызывали крушение поездов, сжигали здания, убивали железнодорожников. Им противостояли вооружённые подразделения охраны НКПС. Для отражения нападений и восстановления повреждённых путей использовались бронепоезда и бронелетучки.
Существенным стимулом для повстанчества служила политика большевистских властей в отношении мусульманского населения. Самое серьёзное недовольство верующих вызывали меры, ломавшие традиционный уклад и образ жизни.
Если в 1918 году основным центром движения сопротивления была Фергана, то в 1920—1922 годах оно распространилось почти по всей Средней Азии. В начале 1923 года Красной армии удалось разбить главные отряды басмачей в Ферганской долине.
К осени 1926 года басмачество было в основном разбито по всей Средней Азии. Новый импульс движение получило в связи с коллективизацией в конце 1920-х— начале 1930-х годов, но не смогло достигнуть каких-либо успехов и продержалось недолго.
В некоторые годы общее количество басмачей достигало нескольких десятков тысяч бойцов. Одновременно по всему бывшему Туркестану действовали десятки повстанческих отрядов. Наиболее крупными лидерами были Мадамин-бек, Ибрагим-бек, Джунаид-хан, Катта (мулла) Эргаш, Жаныбек-казы, Шермухаммедбек, Муэтдин-бек, Давлятмандбек, Фузеил Махдум, Мулла Абдулкаххар, Утанбек и другие.

### Вооружение и снаряжение сторон

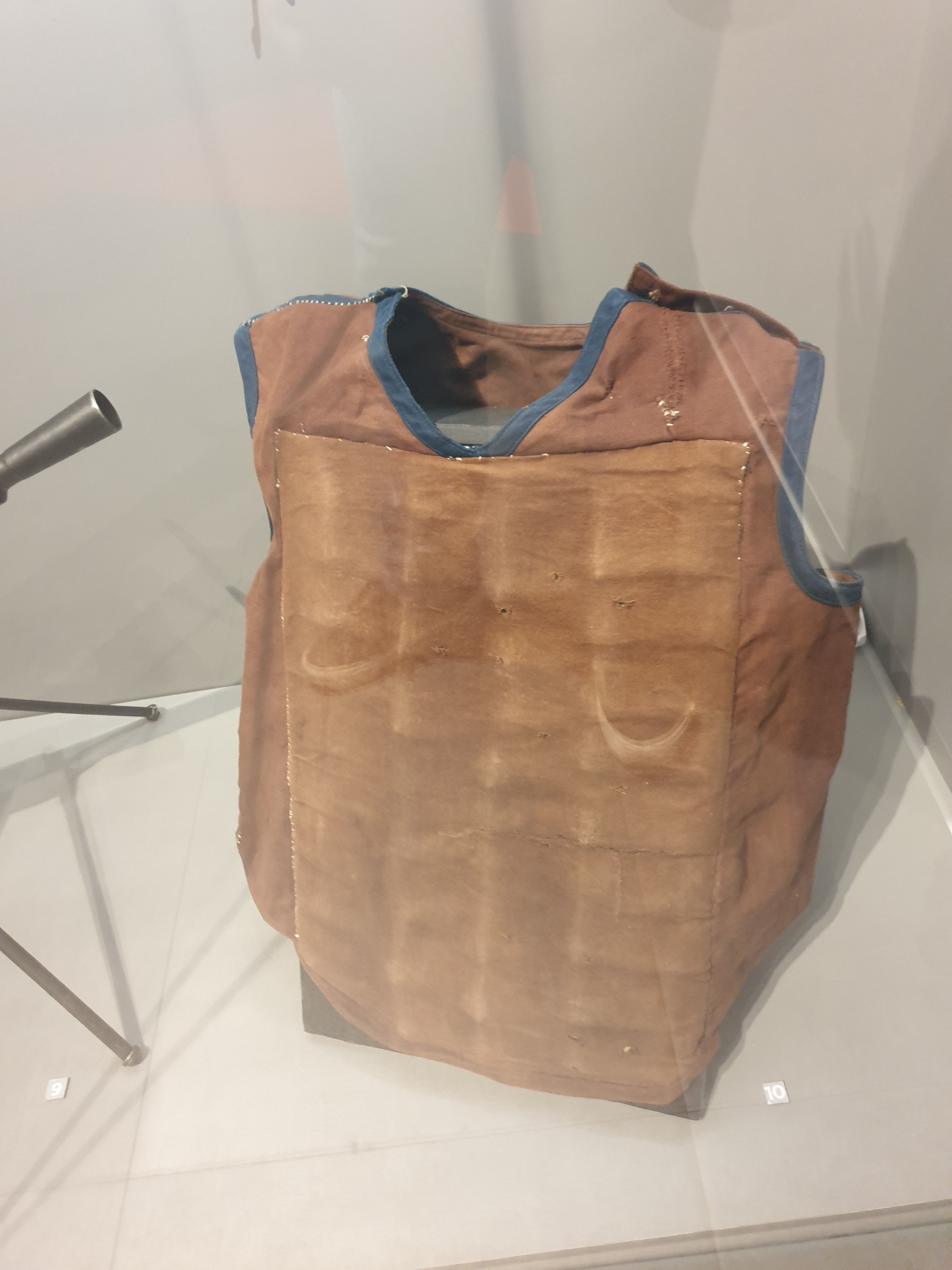
Самодельный защитный жилет басмача. Средняя Азия, 1918—1919 гг. Музей современной истории России, Москва

Советская пропаганда изображала басмачей оснащёнными новейшим британским, американским и прочим западным оружием, в действительности басмачи не располагали современным оружием в достаточном количестве, а имеющимся «карамультуками» вступавшая в басмачество крестьянская масса не умела пользоваться. Плохо вооружённая конница не могла оказать серьёзного противостояния артиллерии, броневикам, авиации и другим средствам Красной армии.

## Басмачество в Хорезме

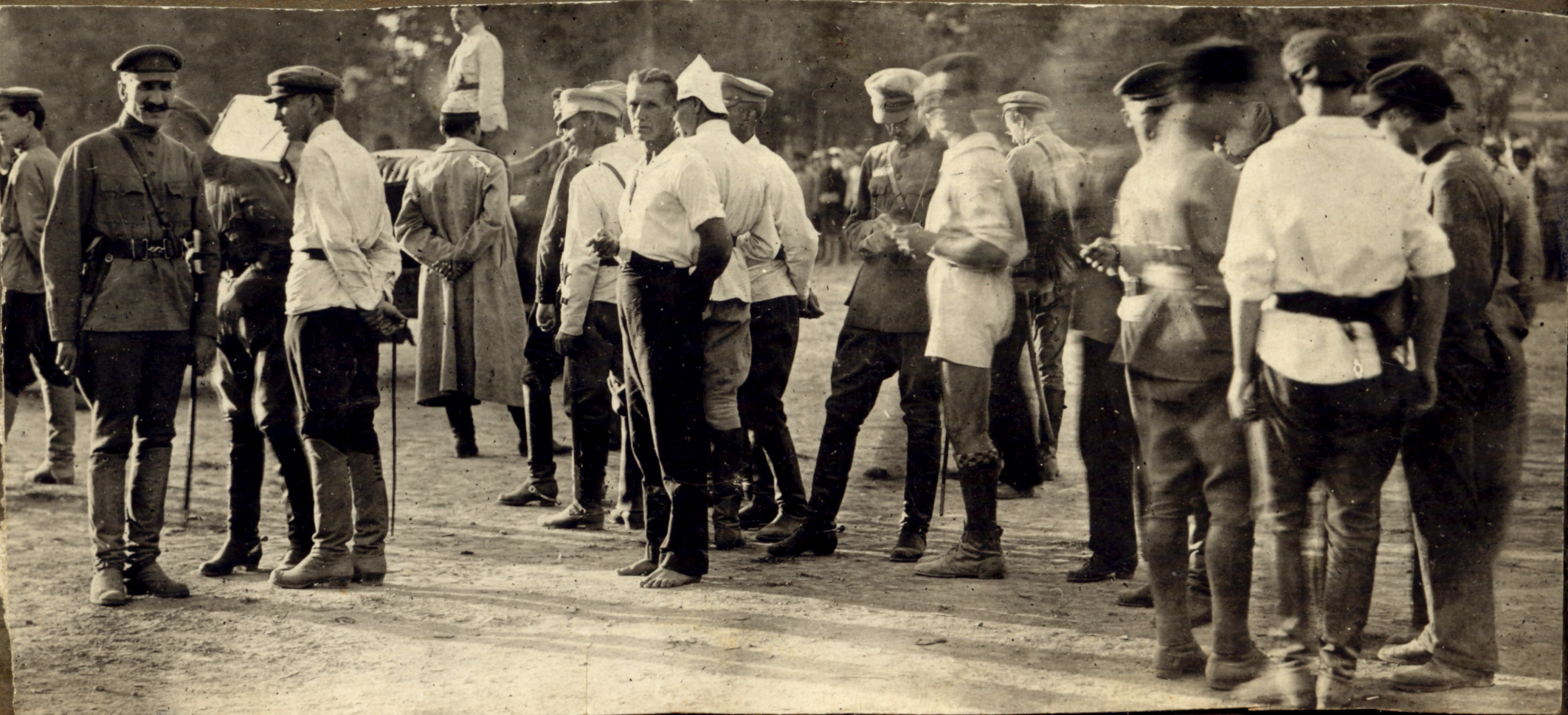
Туркестанский фронт, фото времён борьбы с басмачеством (1922 год)

В январе 1918 года лидер нескольких туркменских племён Джунаид-хан (настоящее имя Мухаммед-Курбан Сердар) сформировал басмаческий отряд и во главе 1600 всадников вторгся на территорию Хорезма. Захватив Хиву, он приказал убить Асфендиар-хана и посадил на его место брата убитого — Сеида Абдуллу. Но у Сеида Абдуллы сохранилась только формальная власть, а фактически в Хорезме была установлена единоличная власть Джунаид-хана.
Во второй половине 1918 года Джунаид-хан заключил союз с белогвардейцами Чимбайского участка и выступил против красных отрядов на правом берегу р. Аму-Дарьи. Но белогвардейцы Аму-Дарьинского фронта не смогли оказать ему активной поддержки из-за собственной малочисленности и отдалённости от остальных белогвардейских фронтов.
Во второй половине 1919 года Красная армия развернула крупное наступление на Хиву. 25 декабря части Красной армии форсировали реку Аму-Дарью, вышли на левый хивинский берег и заняли Новый Ургенч и ряд других городов. В январе 1920 года Джунаид-хан потерял свою штаб-квартиру в Бедиркенте.
9 февраля 1920 года казаки и каракалпаки заключили мирное соглашение с советским командованием и Джунаид-хан остался без поддержки. 29 февраля 1920 года отряд Джунаид-хана потерпел поражение под Батыр-Кентом и отступил в пески Каракумов. Вскоре после этого в Хорезме была провозглашена Хорезмская Народная Советская Республика.
В октябре 1920 года, собрав новые силы, Джунаид-хан захватил Кунград и окружил Нукус. В ноябре коммунистическое правительство Хорезма попыталось вступить с Джунаид-ханом в мирные переговоры, но он письменно заявил, что не прекратит борьбы с Советской властью и большевиками. Весной 1921 года отряды Джунаид-хана вновь были вынуждены уйти в пустынные районы.
Со временем Джунаид-хан смог заручиться поддержкой исламского духовенства и довести численность своих отрядов до 9 тысяч человек. В конце 1923 года в Хорезме вспыхнуло восстание, во главе которого встал Джунаид-хан. В январе 1924 года его отряды заняли Питняк и Хазарасп, осадили Хиву и Ново-Ургенч. В марте Красной армии удалось вытеснить повстанцев за пределы Хивинского оазиса, но решающие поражения удалось нанести только в конце 1924 года, после чего Джунаид-хан отступил в глубинные районы Туркменской области.
В 1927 году Джунаид-хан прислал на 1-й Всетуркменский съезд Советов своих представителей, с согласием на установление мирных отношений. Съезд принял предложение Джунаид-хана, после чего он со своим отрядом вернулся в Хорезм и осел в Каракумах. Воспользовавшись предоставленной свободой, Джунаид-хан начал подготовку к дальнейшей борьбе. 19 сентября 1927 года Джунаид-хан объявил третий военный поход против советской власти, однако к декабрю его отряды потерпели поражение и он бежал в Иран.
В 1931 году Джунаид-хан перешёл советскую границу во главе отряда из 2000 басмачей и предпринял последнюю попытку свержения советской власти в Туркменистане, но отряд был разгромлен. Джунаид-хан эмигрировал в Иран, откуда позже перебрался в Афганистан.
Находясь в Иране и Афганистане, Джунаид-хан продолжал организовывать басмаческие отряды и координировать их вылазки на территорию Туркменистана. В 1933—1934 годах всё ещё происходили ожесточенные столкновения частей Красной армии с отрядами туркменских басмачей, но со смертью Джунаид-хана в 1938 году движение окончательно прекратило существование.

### Курбаши(полевые командиры)
Туркменистан
- Джунаид-хан (Курбан-Мамед) (в Хиве 1918—1920, 1920—1924, 1927—1928).
- Азиз-хан Чапыков (1918—1924).
- Якши-Гельды-бек (04.1920 — 09.1925).
- Анна-Бала (Анна-бек) (04.1920 — 09.1925).
- Ишик-хан (1929—1930)*
- Оразгельды Канджик (04. — 08.1931)[34]

## Басмачество в Ферганской области
Наиболее активное движение басмачества началось в 1918 году в Ферганской области после кровопролитного штурма Коканда и ликвидации большевиками и дашнаками Кокандской автономии. Бежавшие жители Коканда сформировали организованное сопротивление. По всей Ферганской долине и окрестностям стали создаваться отряды, которые возглавляли курбаши — полевые командиры.
Первоначально во главе сопротивления встал Кичик Эргаш (Маленький Эргаш), бывший начальник полиции Коканда. После его гибели движение возглавил Эргаш-курбаши известный как Катта Эргаш (Большой Эргаш), авторитетный кокандский мулла. К ноябрю 1918года общая численность его отрядов достигала 25 тысяч человек. Помимо армии Эргаша, в 1918—1919 годах в Фергане действовало до 40 повстанческих отрядов.
Крупный отряд организовал курбаши Мадамин-бек, который не признал верховенства Эргаша. В 1919 году Мадамин-бек сам возглавил движение. Его отряды неоднократно, но безуспешно пытались взять штурмом Андижан и перерезать железную дорогу. 22 августа 1919 года Мадамин-бек сумел заключить союз с Крестьянской армией русских поселенцев во главе с Константином Монстровым и 22 октября создал с ним коалиционное Временное Ферганское правительство. Под эгидой правительства отряды Мадамин-бека вновь объединились с отрядами Эргаш-курбаши и других ферганских полевых командиров.
В 1919 году басмачи контролировали почти всю Ферганскую долину, кроме крупных городов и железных дорог. Крупные силы повстанцев захватили Ош и повели наступление на Андижан, Скобелев и Наманган, но потерпели неудачу и отступили в горные районы. В феврале—марте 1920 года отряды Мадамин-бека потерпели серию тяжёлых поражений и 6 марта Мадамин-бек заключил соглашение с Красной армией, по которому он признал советскую власть, а часть его отрядов влилась состав РККА. В мае того же года Мадамин-бек был захвачен отрядом командира киргизских басмачей Хал-ходжи и казнён.

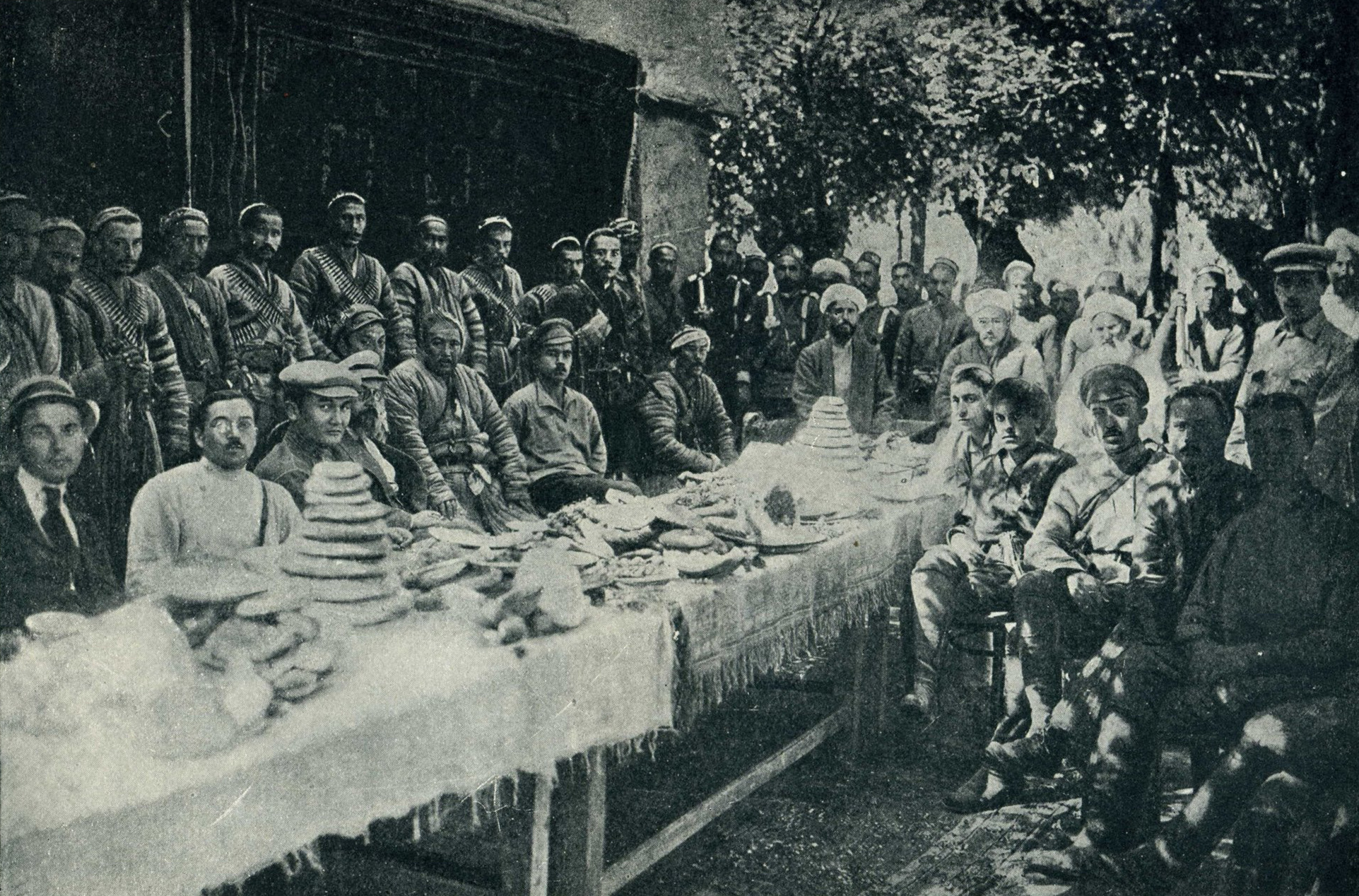
Переговоры с басмачами. Фергана. 1921 год

После Мадамин-бека басмачество возглавил Шер Мухаммад-бек (более известный как Куршермат), отряды которого действовали в восточной части Ферганы. К тому времени большевики смогли сформировать боеспособную армию во главе с Михаилом Фрунзе, провели мобилизацию в Туркестане, стали конфисковывать лошадей в кишлаках для нужд Красной армии, чем подрывали материальную основу басмачества. Эмир Бухары Сеид Алим-хан поддерживал нейтралитет, опасаясь разгрома эмирата (которого он в итоге всё равно не смог избежать), и не оказывал помощи ферганским повстанцам, препятствуя их сношениям с Афганистаном.
Летом 1920 года Шермухаммедбек удалось объединить часть басмаческих отрядов Ферганы в «Армию Ислама» и предпринять активное наступление в районе Андижана, Джалал-Абада, Оша, Коканда и Намангана. Во второй половине 1920 года Красная армия нанесла поражение отрядам Шермухаммедбека и его соратника Муэтдин-бека, после чего они были вынуждены перейти к тактике партизанской борьбы, налётов и диверсий. Фрунзе, достигнув успеха, перебросил войска на завоевание Бухарского эмирата, что дало возможность ферганским басмачам собраться с силами. В конце 1920 года движение получило новый размах.
К апрелю 1921 года большинство крупных отрядов было разгромлено. В начале 1923 года Куршермат эмигрировал в Афганистан, передав командование Муэтдин-беку. К первой половине 1924 года в Ферганской долине не осталось повстанческих отрядов, оставшиеся ушли в горы.

### Курбаши
Фергана
- Эргаш-курбаши (02.1918 — 01.1921)*
- Мадамин-бек (10.1918 — 6.03.1920, с 1919 — главный министр Временного Ферганского правительства)*
- Муэтдин-бек (1918—1922)*
- Аман-Палван (1918—1923)*
- Шир Мухаммед-бек Гази (1918—1923, с 1920 — эмир Ферганы)
- Рахманкул (в Аблыке 1918—1922)*
- Парпи-курбаши (в Алае 1918—1922)*[34]

## Басмачество в Самаркандской области
В Самаркандской области мусульманские повстанцы и духовенство провозгласили в ноябре 1918 года независимость их армия составляло 9 тысяч кавалерии и 4 тысячи стрелковы отрядов Матчинского бекства в верховьях р. Зеравшан. Оттуда их отряды совершали набеги на русские поселения в окрестных районах. Осенью 1919 года им удалось захватить Пенджикент, Ура-Тюбинский и Ходжентский уезды.

Красная армия смогла отбить эти районы только в марте 1923 года, а 2 апреля 1923 года отряды РККА захватили столицу Матчинского бекства — кишлак Обордон. Движение за независимость в Самаркандской области началось в начале 1918 года, когда была свергнута автономия Туркестана. Региональные лидеры не были идеологически монархией, но они также были автономны. Поэтому глава бывшего правительства Башкортостана, идейный основатель движения за независимость Ахмет-Заки Валиди в 1921 году прибыл в Самарканд с более чем 30 бывшими офицерами и бригадными войсками, в результате чего объединённые силы, такие как Очилбек, Бахромбек и Холботабек, были объединены и во второй половине 1921 года и в начале 1922 года Самаркандские войска были побеждены и в 1922-23 годах оно было свергнуто, но последние группы войск действовали до 1934-37 гг. Был одним из признанных лидеров басмаческого движения.

## Басмачество в Бухарском эмирате
До осени 1920 года эмир Бухарского эмирата Сайид Алим-хан старался придерживаться строгого нейтралитета с большевиками, которые двумя декретами провозгласили независимость Бухары, и не помогал басмачам. Но 2 сентября 1920 года Бухара была занята частями Красной армии, 15 сентября эмират был низложен, а 8 октября была провозглашена Бухарская Народная Советская Республика. После этого эмир присоединился к антибольшевистскому сопротивлению и вскоре навсегда эмигрировал в Афганистан.

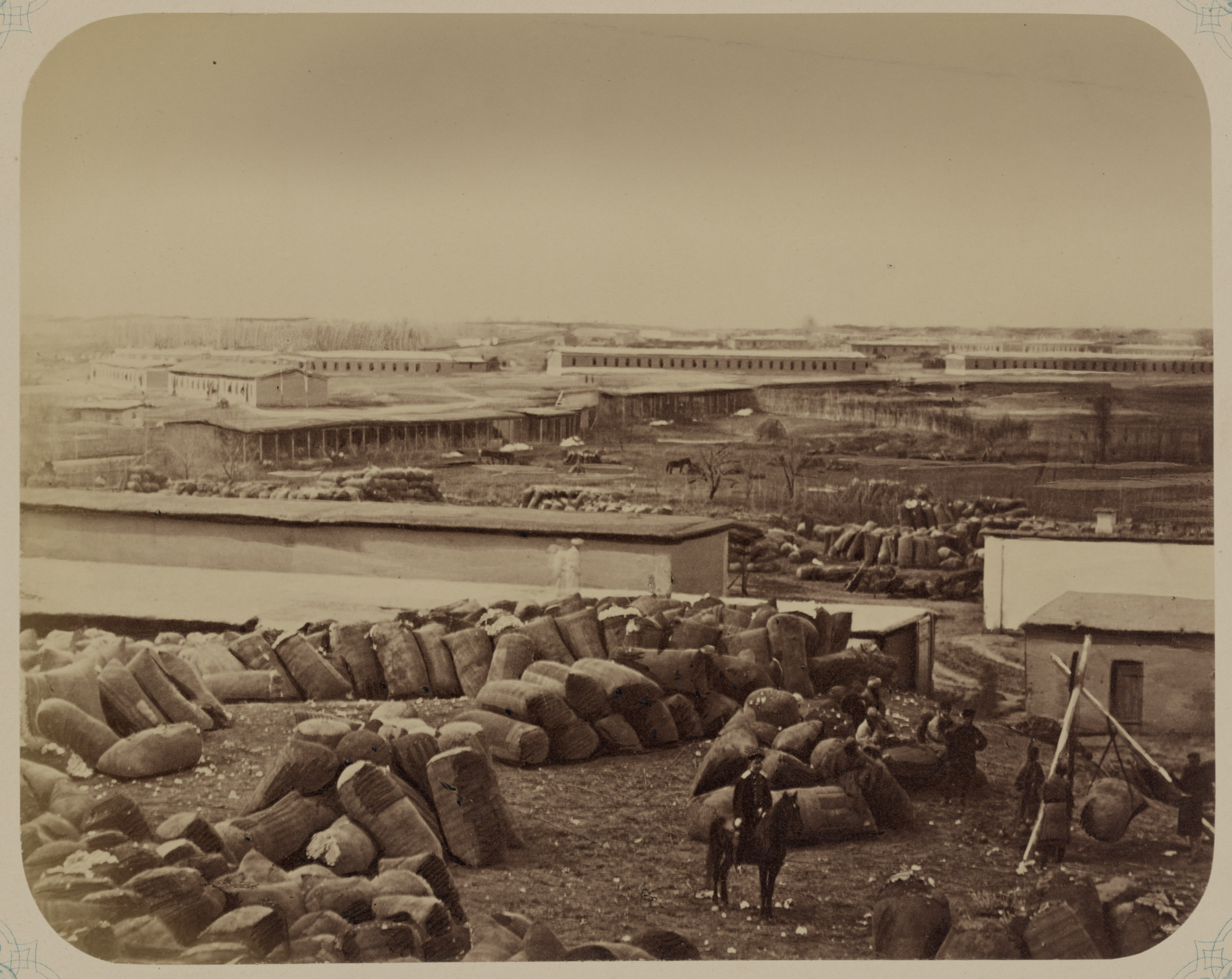
Хлопкозаготовительный процесс в царское время

Занятие Бухары привело к новой волне басмаческого движения, которое не успокаивалось многие годы. Основными силами басмачей на территории бывшего Бухарского эмирата руководил Ибрагим-бек, под командованием которого в отдельные периоды находилось свыше 4 тыс. бойцов по оценке современных иностранных источников, которому оказывали поддержку Сайид Алим-хан и правители приграничных районов Афганистана. Согласно материалам советской стороны, содействие отрядам Ибрагим-бека оказывали представители Великобритании в Афганистане, самого Ибрагим-бека в советских источниках нередко называли «британским агентом» (так, Г. Ф. Кривошеев прямо называет его «куклой», указывая на марионеточный характер басмаческой верхушки, как передаточное звено между английским командованием и рядовыми басмачами), — именно так его характеризует таджикский учёный М. Иркаев, дополняя, что все действия отрядов Ибрагим-бека координировались и направлялись профессиональными британскими военными и разведчиками, которые отвечали за управление, планирование, снабжение, финансовые вопросы, связь и сношения с соседями, а также другие первостепенные вопросы боевой работы, подготовка отрядов осуществлялась непосредственно британскими инструкторами наглядным способом (по принципу «делай как я»), обеспечение басмачей винтовками, пулемётами, снаряжением и боеприпасами велось с британских военных складов, — собственных способностей неграмотного Ибрагим-бека по мнению Иркаева не хватило бы для организации и управления военными силами такого количества с таким размахом.
Некоторые современные историки, в частности К. Абдуллаев, наличие английского влияния на это движение отрицают.

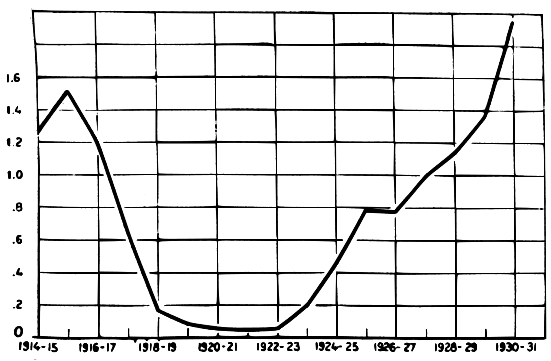
График производства хлопка в Царской России и в СССР с 1914 по 1930 гг. в миллионах тюков. (1 тюк = 226,8 кг). Наглядно заметны резкое падение производства в период революции и гражданской войны и постепенный рост в период послевоенного восстановления народного хозяйства

Британская пресса того времени называла Ибрагим-бека «принцем» (Prince Ibrahim-Bek) и всячески усиливала его статус. Современная британская историография участия британских разведчиков в движении басмачей не отрицает, ныне рассекречены материалы по некоторым сотрудникам британской военной разведки, работавшим в то время в Средней Азии. Помощь басмачам увязывалась с общей политикой антисоветской борьбы того времени, проводившейся Форин-офисом и другими разведывательными органами. В то же время указывается, что белое движение поддерживало басмачей в значительно большей степени. Кроме того, отмечается, что в большевистском руководстве в Москве так же находилось немало сторонников Ибрагим-бека, ведших двойную игру, которые своевременно информировали его через связных о планируемых действиях противостоявших ему советских войск, позволяя своевременно отреагировать, что существенно осложняло положение вещей для советской стороны. Кроме того, басмачам приписывались расправы над симпатизировавшим большевикам гражданским населением и другие акты невероятной жестокости. С особой методичностью уничтожались мирные дехкане в районе Вахшской долины, целью британцев в данном регионе было подорвать советскую хлопковую промышленность, лишив СССР «хлопковой независимости», то есть такой ресурсной независимости советской военной промышленности (большая часть производимого и ввозимого хлопка в царской России и СССР традиционно шла на производство нитроцеллюлозы, необходимой для пороховых и снарядных заводов, в производстве боеприпасов и взрывчатых веществ, — именно этот аспект интересовал британскую разведку), при которой она бы не зависела от поставок хлопка из-за рубежа, в значительной степени контроллировавшихся британцами. Дело было в том, что в 1929 году показатели производства хлопка в СССР не просто вышли на уровень пика производства при царском режиме в 1915 году, но продолжали стремительно расти, демонстрируя достаточно высокий потенциал роста и заявку на право конкурировать с абсолютными мировыми лидерами хлопкового производства — американцами и британцами: урожай хлопка 1929 года в СССР был приблизительно равен урожаям в Египте и в Китае, десятой части урожая в США, таким образом СССР выходила на третье место в мире по производству хлопка после США и Китая (хлопковые концессии в котором принадлежали британцам, внешняя торговля также контролировалась почти эксклюзивно британцами), опередив Британскую Индию и Британский Египет, — царская Россия и Советская Россия стабильно были импортёрами хлопка (при этом, допускался экспорт за рубеж за валюту части урожая не пригодной для использования в военной промышленности) и всегда зависели от поставок из-за рубежа, которые контролировались британцами. Это событие не осталось незамеченным британцами и Ибрагим-бек получил указание чинить расправу над дехканами Вахшской долины, уничтожать ирригационные сооружения и оросительные каналы, машинно-тракторные станции, железнодорожную инфраструктуру и всё, что связано с хлопковой промышленностью, орошением, уборкой, складированием и транспортировкой хлопка. Стремительное развитие российской хлопковой индустрии было отмечено заинтересованными кругами в Британии ещё до начала Первой мировой войны, поэтому ситуация с производством хлопка на юге России представляла долговременный стратегический интерес для британских кругов, особенно для той их части, которая зависела от торговли египетским и индийским хлопком, и которой мешали столь мощные конкуренты, которые могли так или иначе повлиять на ситуацию на международном хлопковом рынке. Лорд Китченер лично выступал на совещании в Имперском институте по вопросу увеличения объёмов производства хлопка за рубежом.

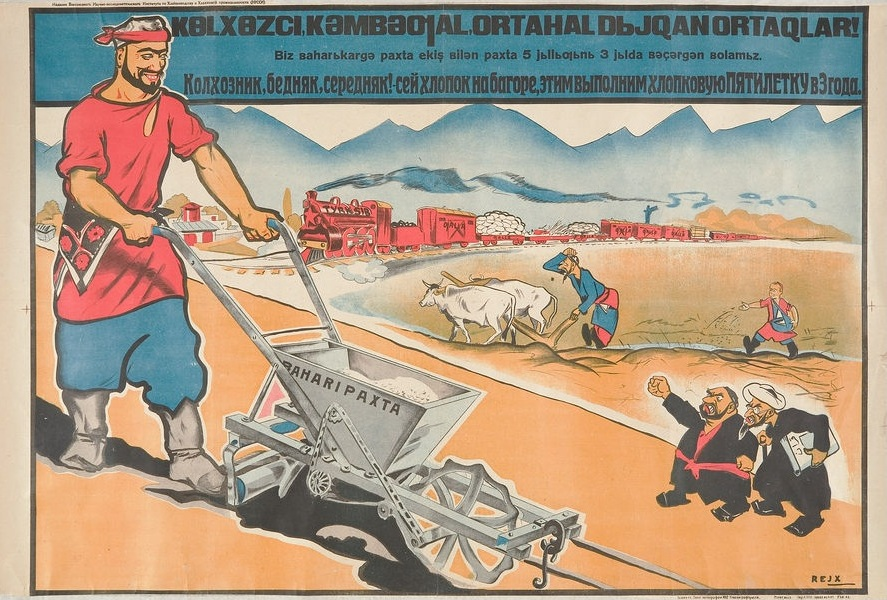
Пропагандистский плакат на русском и яналифе 1920-х гг. с призывом выполнить план по хлопкозаготовкам.

Подконтрольные Ибрагим-беку отряды действовали в Гиссарской долине, в районах Шахрисябза, Термеза, Шерабада, Китаба, Душанбе, Куляба, Гарма и Каратегина, нередко переходили границу и вновь возвращались на территорию Туркестана. К концу 1920 года Красной армии удалось отбить Шерабад, Китаб и Яккабаг, к концу февраля 1921 года — Душанбе, Куляб и Гарм. В июле 1921 года басмачи потерпели поражение под Гармом. В сентябре выступили основные силы во главе с Ибрагим-беком (около 4 тысяч человек), которые смогли добиться значительных успехов.
Осенью 1921 года в Туркестан прибыл бывший военный министр Турции и лидер младотурок Энвер-паша, который приступил к объединению всех мусульманских и пантюркистских повстанцев. Он установил связи с Курширматом и Джунаид-ханом и сформировал 20-тысячную повстанческую армию. В начале 1922 года отряды басмачей захватили Душанбе, затем Карши и начали наступление на Бухару. Но в ходе упорных боев они были выбиты за Вабкент, Гиждуван и Кермине, а 15 — 29 июня 1922 года войска Красной армии разбили повстанцев под Байсуном, Бальджуаном и Кофрюком. 14 июля 1922 года части РККА вступили в Душанбе. В августе основные силы Энвер-паши были разбиты, а сам он убит в бою.
В Восточной Бухаре басмачей возглавил бывший турецкий офицер Салим-паша. В марте 1923 года он вместе с Ибрагим-беком попытался захватить Восточную Бухару, но потерпел неудачу. После этого басмачи сосредоточились в трёх районах: верховьях р. Зеравшан (отряды Салим-паши), Гиссарской долине (силы Ибрагим-бека и Салим-паши) и районе Каратегина—Дарваза (силы Фузайл Максума). Всего в отрядах басмачей насчитывалось до 15 тысяч человек.
К середине 1923 года Красная армия овладела верховьями Зеравшана и Гиссаром, а к концу февраля 1924 года подавила основные силы басмачей Восточной Бухары, принудив остатки отступить за границу, откуда те время от времени совершали новые рейды.
В 1924—1925 годах Ибрагим-бек реорганизовал свои отряды и возглавил новый поход на территорию Восточной Бухары, но вскоре был вынужден снова отступить в Афганистан. Основным местом сосредоточения отрядов Ибрагим-бека было левобережье реки Вахш и Джиликульский район Хатлонской области.
К концу весны 1925 года на территории Таджикистана сохранялось свыше 30 мелких отрядов (около 400 членов). К концу июня Красная армия установила полный контроль над Душанбинским, Кафирниганским и Файзабадским районами.
В 1929—1930 годах Ибрагим-бек пытался объединить под своим командованием все басмаческие силы на территории Ирана и Афганистана и неоднократно предпринимал попытки нового вторжения в СССР. Весной 1931 года Ибрагим-бек во главе отряда из 1 тысячи бойцов вошёл в Таджикистан, но вскоре был вынужден отступить под ударами Красной армии. Через несколько месяцев Ибрагим-бека вынудили покинуть Афганистан, во время перехода афгано-советской границы он попал в плен и позже был расстрелян по приговору советского суда.

### Курбаши
Восточная Бухара
- Ибрагим-бек (в Локае 09.1920 — 06.1931).
- Давлиятман-бек (в Кулябе 09.1920 — 08.1922)*
- Ишан-Султан (в Дарвазе 09. — 11.1920, в Гарме 12.1920 — 11.1922)*
- Шукур-бек (в Гиждуване 09.1920 — 1921)*
- Фузайл Максум (в Каратегине 09.1920 — 08.1923).
- Джаббар-Ходжа (в Соктари 1920—1924).
- Мулла Абдулкаххор (в Нурате 1920—1923).
- Саид Ахмед-бек (в Матче 09.1920 — 2.04.1923)*
- Алла-Назар (в Кулябе 1923—1924).
- Насырхан-Тюре (Камал-хан Тюряев) (в Намангане 1920—1923).
- Энвер-паша (в Восточной Бухаре 28.12.1921 — 4.08.1922)*
- Селим-паша (Хаджи Сами) (в Восточной Бухаре 5.08.1922 — 15.07.1923)[34].

## Басмачество в Закаспийской области
Туркменское басмачество в Закаспийской области достигло в 1922 году значительного размаха, но к 1924 году было практически полностью подавлено Красной армией и местными просоветскими формированиями.

## Басмачество в Афганистане
Во время гражданской войны в Афганистане басмачи стали союзниками Хабибуллы. Именно сотрудничество басмачества и сил Хабибуллы стало причиной ввода частей Красной армии в Афганистан в 1929 году.

## Басмачество в 1941—1945 гг
В период Великой Отечественной войны, отчасти под влиянием трудностей военного времени для СССР, отчасти под влиянием германской и японской агентуры, предпринимались попытки возобновить басмаческое движение на южных границах СССР. Так, по Таджикской ССР в 1941 году были зафиксированы 4 басмаческих отряда и группы, в 1942 — 11 и в 1943 — 51, общей численностью около 900 человек, практически все они были ликвидированы и уже к концу 1944 года антисоветские выступления практически прекратились.
На границе Афганистана с СССР к 1942 году было сосредоточено по разным оценкам от 5 000 до 10 000 вооружённых туркменских басмачей. Они имели связи с абвером. Лидер киргизских басмачей Камчи-бек с сентября 1941 года совершил несколько набегов на советскую территорию. Однако в 1943 году после демарша правительств СССР и Великобритании правительство Афганистана арестовало многих басмачей, выслало из страны ряд лидеров и конфисковало большое количество оружия, после чего деятельность практически прекратилась.

## Реабилитация
После распада СССР, в связи со сменой генерального политического курса — во всех постсоветских странах начались процессы по пересмотру дел осуждённых в антисоветской деятельности. Так в Узбекистане были реабилитированы более ста человек, в том числе видный курбаши Ибрагим-бек Чакабаев. Так как процесс трехстороннего заседания ОГПУ при СНК СССР — так называемой «чрезвычайной тройки», предусматривал упрощенное делопроизводство полевого суда, в делах репрессированных присутствовали выписки из стенограмм вышеозначенных заседаний и отсутствовали стенограммы судебного заседания и приговоры, что позже при изучении материалов дел расценивалось как множественные нарушения. В материалах дела[какого?] также говорится, что все фигуранты поначалу отрицали предъявленные им после ареста обвинения, но позже под принуждением дали признательные показания. По одному из дел проходили Осман Терегулов, Александр Юнгеров, Искандар Муратов, Загидулла Гайнулин. 18 ноября 1922 года Верховный революционный трибунал на чрезвычайной сессии Хорезмской Республики приговорил их к расстрелу. Полный список реабилитированных обнародовали на сайте судебной системы Узбекистана.

## Отражение в культуре и искусстве
В советское время тема борьбы с басмачеством как с проявлением антисоветской националистической деятельности получила широкое распространение. Борьба красных с антисоветскими повстанцами в Средней Азии стала одной из главных тем советского кинематографа в среднеазиатских республиках, киностудий «Узбекфильм», «Туркменфильм», «Таджикфильм», своеобразным аналогом вестерна (см. истерн).
В советском фильме «Джульбарс», снятом в 1935 году режиссёром Шнейдеровым, отряд басмачей, возглавляемый бывшим баем, нападает на мирный караван, бредущий в горные кишлаки. Существует также фильм М. Ромма «Тринадцать», снятый им в 1936 году, а также повесть Владимира Мильчакова «Погоня», главные герои которой помогают красноармейцам противостоять вторгшимся на территорию Советского Узбекистана басмачам.
Теме борьбы с басмачами в Средней Азии, в частности, посвящены: приключенческие художественные фильмы «Решающий шаг» (1965), «Завещание старого мастера» («Узбекфильм», 1969), «Белое солнце пустыни» (1970), «Седьмая пуля» (1972), «Алые маки Иссык-Куля» («Киргизфильм», 1972), «Это было в Коканде» («Узбекфильм», 1977), «Непобедимый» (1983), «Погоня в степи» (киностудия «Казахфильм») и др., героико-патриотические фильмы «Офицеры» (1971), «Долг» (1977) и др., фильм 4-й из телевизионного художественного цикла «Государственная граница» («Беларусьфильм», 1980—1988) «Красный песок» (1984); многосерийный телефильм «Джура, охотник из Мин-Архара» (киностудия «Таджикфильм», 1987), а также многосерийная эпопея «Огненные дороги» о предреволюционном Туркестане и становлении Советской власти, снятая на киностудии «Узбекфильм» в 1977—1984 годах, в которой переданы мотивы и смысл басмачества как движения.